# Усенко, Николай Ильич
Николай Ильич Усенко (22 декабря 1924 — 21 марта 1996) — Герой Советского Союза (1944), гвардии красноармеец, телефонист батальона 3-й гвардейской воздушно-десантной дивизии.

## Биография
Родился 22 декабря 1924 года в деревне Каменка ныне Ирбейского района Красноярского края. Из крестьян-спецпереселенцев в Сибирь (село Косой Бык). Русский. Окончил шесть классов начальной школы, работал с 14 лет, сначала сучкорубом, к 18 годам стал сплавщиком в Кежемском леспромхозе (вместе с отцом водил плоты по Ангаре).
В РККА с конца 1942 года, с января 1943 — на фронте.
Гвардии красноармеец, телефонист батальона 8-го гвардейского воздушно-десантного полка 3-й гвардейской воздушно-десантной дивизии (60-я армия, Воронежский фронт).
Воевал на Северо-Западном фронте под Старой Руссой. Участвовал в боях на Орловско-Курской дуге.
4—6 октября 1943 года отличился при форсировании Днепра в районе села Губин (Чернобыльский район Киевской области) в боях за плацдарм:

4 октября 1943 года во время бомбёжки и налётов немецкой авиации, предваряющих вражеское наступление, гвардии рядовой Усенко исправил 12 повреждений на линии.
5 октября немцам удалось вклиниться в наши боевые порядки. Гвардии рядовой Усенко столкнулся на линии со взводом вражеской пехоты. Не теряясь, он с дистанции 20 метров бросил три гранаты. На месте разрывов осталось 25 убитых и раненых немца, убегающих уничтожил огнём их автомата.
6 октября в 10 утра в ходе боя постоянно рвалась телефонная связь. Усенко обеспечивал бесперебойную связь, лично доставляя приказания и донесения от командира батальона до командиров рот. К исходу дня до 300 немецких солдат, просочившись в стык батальона, зашли с тыла и стали отрезать наступающий батальон. Комбат послал Усенко в штаб полка доложить о сложившейся обстановке. Судьба батальона решалась от того, успеет ли командир полка помочь ему своим резервом. Усенко, с боем пробившись сквозь вражеское кольцо, вовремя доложил обстановку и тем самым дал командиру полка возможность обеспечить успешный исход боя и спасти батальон от вражеского окружения.

Указом Президиума Верховного Совета СССР «О присвоении звания Героя Советского Союза генералам, офицерскому, сержантскому и рядовому составу Красной Армии» от 10 января 1944 года за «образцовое выполнение боевых заданий командования на фронте борьбы с немецко-фашистскими захватчиками и проявленные при этом отвагу и геройство» удостоен звания Героя Советского Союза с вручением ордена Ленина и медали «Золотая Звезда».
После тяжёлого ранения и многомесячного лечения в госпиталях в апреле 1944 года был демобилизован.
Работал нормировщиком в Кежемском леспромхозе. С 1976 года — персональный пенсионер, жил в Красноярске.
Скончался 21 марта 1996 года. Похоронен на Бадалыкском кладбище Красноярска.

## Награды
- Герой Советского Союза с вручением ордена Ленина (1944);
- орден Отечественной войны 1-й степени (1985);
- медали.

## Память
В селе Ирбейское и деревне Каменка именем Н. И. Усенко названы улицы. Имя Н. И. Усенко носят также улица и бульвар города Кодинск.